# 1952년 대한민국 지방 선거
1952년 지방 선거는 대한민국에서 최초로 시행된 지방 선거로, 시·읍·면의회의원선거와 도의회의원선거가 별개로 진행되었다.
시·읍·면장은 각기 지방의회에서 의원들의 간접 선거로 선출하게 되어 있었으며, 특별시장과 도지사는 대통령이 임명하도록 되어 있어 선거가 실시되지 않았다.
1952년, 국회와의 관계가 멀어지자 국회에서의 간접선거로는 재선이 힘들 것으로 예상한 이승만은 직선제로의 헌법 개정을 시도하고 있었다. 그는 직선제 개헌을 위한 지지세력이 필요했고 지방의회를 구성해 자신의 지지세력으로 키우고자 했다. 이승만의 의도대로 자유당, 대한국민당, 대한청년단, 대한독립촉성국민회 등 친이승만 세력이 절대다수를 차지하며 압승하였고, 이는 곧 부산정치파동과 발췌개헌을 통한 이승만의 장기집권으로 이어지게 된다.

## 선거 정보
- 보통·직접·평등·비밀선거
- 선거권자: 동일 자치단체구역 내 주소를 가진 21세 이상의 주민
- 피선거권자: 선거권이 있는 25세 이상의 주민
- 선거구는 행정구역으로 구분하되 인구 비례로 책정
- 중선거구제
- 당선자는 다득표 순위

## 시·읍·면의회의원 선거
1952년 4월 25일에 실시되었다.
- 선거인수：7,536,304명
- 투표자수：6,836,734명
- 투표율(%)：91%
- 의석수：17,559의석
- 무투표 당선자: 3,399명

시의회의원선거는 17개 시에서 실시되었는데 유권자 총수는 해당 시들의 총인구 2,668,745명의 42%인 1,111,489명이었으며, 그 중 80%에 해당하는 891,728명이 투표에 참여하여 378명의 의원들을 선출하였다. 읍의회의원선거는 72개 읍에서 실시되었는데 유권자 총수는 선거가 실시된 읍의 총인구 1,750,102명의 42%에 해당하는 734,538명이었으며, 그 중 88%인 649,544명이 투표에 참여하여 1,115명의 의원을 선출하였다. 면의회의원선거는 1308개 면에서 실시되었는데 유권자 총수는 선거가 실시된 면의 총인구수 13,464,023명의 42%에 해당하는 5,689,917명이었으며, 그 중 5,295,462명이 투표에 참가하여 93%라는 높은 투표율을 보였다. 이는 시·읍의회의원 선거와 비교해 월등히 높은 수치였다. 이 선거에서 당선된 면의회의원은 16,051명이었다.

### 결과
| 정당                   | 시의회의원 | 읍의회의원 | 면의회의원 |
| ---------------------- | ---------- | ---------- | ---------- |
| 자유당                 | 114        | 274        | 4,056      |
| 민주국민당             | 7          | 7          | 21         |
| 대한국민당             | 2          | 0          | 16         |
| 대한독립촉성국민회     | 29         | 155        | 2,437      |
| 대한청년단             | 40         | 229        | 2,574      |
| 대한독립촉성노동총연맹 | 5          | 6          | 12         |
| 기타                   | 9          | 14         | 68         |
| 무소속                 | 172        | 430        | 6,867      |
| 총합                   | 378        | 1,115      | 16,051     |

## 도의회의원 선거
1952년 5월 10일에 실시되었다
- 선거인수：6,358,383명
- 투표자수：5,165,226명
- 투표율(%)：81%
- 의석수：306의석

도의회 의원선거는 서울특별시와 경기도,강원도는 완전 미수복 지역으로 선거지역에서 제외하고, 전라북도 남원·완주·순창 및 정읍의 4개 군은 치안 관계로 선거를 연기하여 7개 도에서만 실시되었다.

### 결과
| 정당               | 당선자수 |
| ------------------ | -------- |
| 자유당             | 147      |
| 민주국민당         | 4        |
| 대한독립촉성국민회 | 32       |
| 대한청년단         | 34       |
| 대한노동총연맹     | 2        |
| 기타               | 2        |
| 무소속             | 85       |
| 총합               | 306      |

### 지역별 결과
| 지역     | 자유당 | 민주국민당 | 대한독립촉성국민회 | 대한청년단 | 대한노동총연맹 | 기타 | 무소속 | 합계 |
| -------- | ------ | ---------- | ------------------ | ---------- | -------------- | ---- | ------ | ---- |
| 충청남도 | 23     | 1          | 2                  | 9          |                | 1    | 5      | 46   |
| 충청북도 | 18     |            | 2                  | 1          |                |      | 7      | 28   |
| 전라남도 | 49     | 1          | 2                  | 2          | 1              |      | 4      | 59   |
| 전라북도 | 13     | 1          | 1                  | 9          |                |      | 8      | 32   |
| 경상남도 | 19     | 1          | 11                 | 3          | 1              |      | 25     | 60   |
| 경상북도 | 18     |            | 11                 | 6          |                | 1    | 25     | 61   |
| 제주도   | 7      |            | 3                  | 4          |                |      | 6      | 20   |

## 참고 자료
- 대한민국 선거사 제1집[깨진 링크(과거 내용 찾기)]